# Chaetomium elatum
Chaetomium elatum är en svampart som beskrevs av Kunze 1818. Chaetomium elatum ingår i släktet Chaetomium och familjen Chaetomiaceae.  Arten är reproducerande i Sverige. Inga underarter finns listade i Catalogue of Life.